# Conta de Desenvolvimento Energético
A Conta de Desenvolvimento Energético (CDE) é um encargo setorial, estabelecido em lei, e pago pelas empresas de distribuição, cujo valor anual é fixado pela ANEEL com a finalidade de prover recursos para o desenvolvimento energético dos estados, para viabilizar a competitividade da energia elétrica produzida a partir de fontes eólicas (vento), fotovoltaica, pequenas usinas hidrelétricas, biomassa, termossolar, gás natural e carvão mineral nas áreas atendidas pelos sistemas elétricos interligados, e levar o serviço de energia elétrica a todos os consumidores do território nacional (universalização); prover recursos para os dispêndios da conta de consumo de combustíveis (CCC), referente à geração de energia em sistemas elétricos isolados; prover recursos para compensar descontos aplicados nas tarifas de uso dos sistemas elétricos de distribuição e nas tarifas de energia elétrica; e prover recursos para compensar o efeito da não adesão à  prorrogação de concessões de geração de energia elétrica, assegurando o equilíbrio da redução das tarifas das concessionárias de distribuição.
A regulamentação da CDE é dada pelos Decretos nº 4.541/2002 e nº 7.891/2013, e compete ao Ministério de Minas e Energia (MME), sendo a movimentação financeira da conta competente à Eletrobras. A ANEEL é responsável pela fixação da quota anual da CDE, que deve corresponder à diferença entre a necessidade total de recursos da Conta e a arrecadação proporcionada pelas demais fontes. 
A CDE foi criada originalmente pelo art. 13 da Lei nº 10.438/2002, que teve sua redação alterada pela Lei nº 12.783/2013, pela Medida Provisória nº 605/2013, vigente no período de 23 de janeiro a 3 de junho de 2013, e pela Lei nº 12.839/2013.